# Cissus adamii
Cissus adamii là một loài thực vật hai lá mầm trong họ Nho. Loài này được Detoit miêu tả khoa học đầu tiên năm 1959.